# Immunitat intrínseca
La immunitat intrínseca es refereix a un conjunt de mecanismes de defensa contra els virus basats en la cèl·lula, especialment les proteïnes codificades genèticament que es dirigeixen específicament als retrovirus dels eucariotes. A diferència dels efectors de la immunitat adaptativa i la innata, les proteïnes immunitàries intrínseques solen expressar-se a un nivell constant, permetent que una infecció vírica s'aturi ràpidament. La immunitat antivírica intrínseca es refereix a una forma d'immunitat innata que restringeix directament la replicació i l'acoblament antivíric, fent que una cèl·lula no sigui permissiva per a una classe o espècie específica de virus. La immunitat intrínseca es confereix per factors de restricció preexistents en determinats tipus de cèl·lules, encara que aquests factors es poden induir encara més per la infecció per virus. Els factors de restricció vírica intrínseca reconeixen components vírics específics, però a diferència d'altres receptors de reconeixement de patrons que inhibeixen indirectament la infecció viral induint interferons i altres molècules antivíriques, els factors antivírics intrínsecs bloquegen la replicació vírica de manera immediata i directa.